# ンゴニ族
ンゴニ族（ンゴニゾク,アンゴニ族,アンゴニゾク）は、現在のタンザニア、マラウイ、モザンビーク、ザンビアに住むバントゥー系の部族。南アフリカのナタール州周辺に出自を持つ。

## 言語
ンゴニ語。ただし現在はンゴニ語に加えて、それぞれの地域の公用語（スワヒリ語、英語、ポルトガル語）を話す。ンゴニ語はズールー語の語彙を多く残す。

## 主なンゴニ族の地域
- タンザニア：ルヴマ州ソンゲア
- マラウイ：ムジンバ県、ンチェウ県
- モザンビーク北部
- ザンビア西部

## 歴史

### ンゴニ族の起源
ウシの1系統Nguni cattle（ングニ種と呼ぶべきか？）の飼育を続けながら南下をしたングニ族と呼ばれる民族が、紀元前後に現在の南アフリカのナタール州からスワジランドの周辺に定住した。ングニ族はその後、ズールー族、コーサ族、スワジ族、ンデベレ族（en:South Ndebele people、en:Northern Ndebele people）などに分かれた（これらは現在の南アフリカ南東地域の大半の人口を占める）。そして後に、南アフリカの土地を離れ、北上していくングニ系の部族が、現在ンゴニ族と呼ばれる人々である。

### 移動
1816年に即位したシャカ・ズールーによってズールー人の諸部族が統一されてズールー王国が建国される。王位を争い敗れたズウィデ(Zwide)に従う将軍の1人がズワンゲンダバ（1785年-1848年）であった。ズワンゲンダバは氏族を率いて転戦を続けるもシャカ・ズールーの勢力に圧迫され、一族を率いて北方への移動を開始する。ンゴニ族がザンベジ川を越えたのは皆既日食の起きた時で、1825年である（天文考古学）。1840年頃にはンゴニ族は現在のタンザニア南西部のフィパ族の土地（現在のルクワ州南部スンバワンガ周辺）にまで到達する。
伝統的に、ンゴニ族は襲撃した他部族の子供をさらってンゴニ族の戦士として教育し、軍に組み込んでいた。常に戦士を補給できる方式であったが、しかし一方で、戦士として育った子供が脱走する事態もあり、それが周辺部族が組織的な軍隊を形成するきっかけになったとも言われている。周辺部族に組織的な軍隊の誕生したことが、後にムクワワがヘヘ族統一を果たすことにも繋がっている。
1848年に族長のズワンゲンダバが死ぬとンゴニ族は分裂し、一部はニャムウェジ族の土地の東側を通って北上してヴィクトリア湖方面へ、一部は南東のルヴマ州ソンゲア周辺へ、一部は南下しザンビア西部やマラウイへと戻って行った。
それに先立ち、ズワンゲンダバとは別系統の、マセコ・ンゴニ（マセコ氏族のンゴニ族）が南アフリカから北上し、1840年頃にザンベジ川を渡っていた。さらに北上し、ニャサ湖（マラウイ湖）南端のマンゴチを通り北東に進路をとる。

### タンザニアのンゴニ族
ズワンゲンダバが死ぬ1848年の後、息子たちがそのあとを継ぐ。しかし、軍を指揮していたズールー・ガマが離反し“グワングワラ”と呼ばれるガマ・ンゴニを率いて、南東の現在のルヴマ州ソンゲア周辺へ移動した。そこに、マラウイのマンゴチからソンゲアに移動してきたマセコ・ンゴニが接触し、しばらく平穏を保った。後に戦闘状態に入りズールー・ガマが勝利し、マセコ・ンゴニは一部集団の分裂を伴い、マラウイに撤退し南部ンゴニランドを形成した。

その後、ガマ・ンゴニ（“グワングワラ”）の集団は南北に分裂し、チペタ率いるムショペ・ンゴニが現在のソンゲア北部に、ンジェル・ンゴニが南方に成立した。イリンガでムクワワがヘヘ族諸部族を統一し、強力な勢力を持ちンゴニ族の領域へ攻撃をかける。1882年にムクワワの軍がムショペ・ンゴニ族長チャブルマ（Chabruma、チペタの子）の軍を破るが、これ以降は両軍は戦闘を休止する。このヘヘ族との戦争で、ンジェル・ンゴニのソンゲア・ルワフ・ムバノが活躍を見せ、名声を得た。
この1882年からムショペ・ンゴニは軍を西に向け、現在のムトワラ州マサシに遠征し、教会施設を襲撃。さらにザラモ族の土地（現在のダルエスサラーム周辺）までをも脅かした。
（その後、ヘヘ族はドイツ領東アフリカとの戦争に敗れて力を失った）。1892年にドイツ領東アフリカ政府はソンゲアの町に役所を設置、部隊を駐留させて示威演習を行い、ンゴニ族を牽制した。しかし、1905年のマジ・マジ反乱が勃発すると、ムショペ・ンゴニ族長チャブルマはこれに参加、その後にンジェル・ンゴニ族長ムプタも参加する。しかし、1906年2月に鎮圧され、ンジェル・ンゴニ族長ムプタはじめ副族長たちと戦士たちの数十名が絞首刑となる。その後、ソンゲア・ルワフ・ムバノは投降したため釈放され得るところを、自ら絞首刑を望んで処刑されたという。ンゴニ族の土地では、総督の指令した焦土作戦が行われた。ムショペ・ンゴニ族長チャブルマは健在だったものの権威の失墜と飢饉の発生により、ンゴニ族は往時の勢いを完全に失った。

### マラウイのンゴニ族
19世紀のマラウイでは、在来の諸部族に対してヤオ族が支配的な地位にあったが、南アフリカから北上してきたズワンゲンダバ率いるンゴニ族がその地位を脅かした。ズワンゲンダバはタンザニア西部へと去ったが、ズワンゲンダバ死後に分裂したンゴニ族の一派が北から再びマラウイに侵入し、支配領域を形成する（北部ンゴニランド）。
別系統のンゴニ族であるマセコ・ンゴニは1840年頃ザンベジ川を渡って北上し、南からマラウイへ侵入する。現在のマンゴチまで北上。さらに北東方面の現タンザニア南部のガマ・ンゴニを攻撃するが失敗し、退却した。マセコ・ンゴニはマラウイにおいて支配地域を形成する（南部ンゴニランド）。1891年に族長チクセが死去。その後、一族内で闘争が起き、マセコ・ンゴニの力は衰える。時を同じく1891年には、幾つかの族長の署名をもとにイギリス中央アフリカ保護領が成立した。

### ザンビアのンゴニ族
地元民にインタビューした結果、彼ら曰く、ンゴニとは「休息なき民」との意味。 